# Amazon Alexa
A Amazon Alexa, também conhecida como Alexa, é uma assistente virtual desenvolvida pela Amazon, utilizada pela primeira vez como sistema embarcado nos alto-falantes inteligentes Amazon Echo criados pelo Amazon Lab126. Ela é capaz de interagir com voz, reproduzir música, fazer listas de afazeres, definir alarmes, transmitir podcasts, reproduzir audiolivros e fornecer informações sobre o tempo, trânsito, esportes e outras informações em tempo real, como notícias, além de controlar sistemas e aparelhos inteligentes e conectados. O software também está disponível para aparelhos celulares e computadores.
Os usuários são capazes de ampliar as capacidades do Alexa instalando "habilidades" (funcionalidade adicional desenvolvida por fornecedores terceirizados, em outras configurações mais comumente chamadas de aplicativos), tais como programas meteorológicos e recursos de áudio. 
Em novembro de 2018, a Amazon tinha mais de 10.000 funcionários trabalhando no Alexa e produtos relacionados. Em janeiro de 2019, a equipe de dispositivos da Amazon anunciou que havia vendido mais de 100 milhões de dispositivos habilitados para o Alexa.

## História
Em novembro de 2014, a Amazon anunciou a Alexa junto com o aparelho Amazon Echo.
O nome Alexa vem de Alexandria, local que na época abrigava "todo" conhecimento da humanidade. E também devido ao fato da consoante "x" ser fácil de ser detectada com alta precisão pelo aparelho.
A história da Alexa é marcada por inovações tecnológicas e seu impacto significativo no mercado de assistentes de voz. Sua popularidade cresceu e rapidamente ela se tornou um dispositivo presente em milhões de lares ao redor do mundo, recebendo diferentes idiomas e regiões, incluindo o português do Brasil em 2019.
Ao longo dos anos sua tecnologia evoluiu com ajuda do aprendizado de máquina e inteligência artificial, fornecendo respostas mais precisas e ampliando a variedade de recursos oferecidos aos seus usuários.
Em 2016 a Amazon introduziu o Echo Dot, uma versão mais compacta e acessível. Atualmente a Amazon comercializa diversos dispositivos embarcados com a Alexa, sendo que alguns deles foram descontinuados para dar lugar a novos modelos. 
Além da linha Echo e Fire TV, também é possível utilizar a assistente virtual por um aplicativo disponibilizado para computadores com o sistema operacional Windows e para smartphones Android e iOS.

## Controvérsias
De acordo com fontes ligadas à empresa, funcionários da Amazon ouvem trechos das gravações de voz realizadas pela Alexa e encaminhadas para a nuvem. A posição oficial da empresa é de que ela emprega funcionários terceirizados e efetivos para ouvir pequenos trechos de gravações dos usuários. A ação de salvar trechos das gravações dos usuários, segundo ela, possibilita o aprimoramento dos recursos de aprendizado de máquina e o melhoramento do serviço. A mesma alegação também é feita contra outras empresas de tecnologia.
Em abril de 2022, em uma transmissão realizada pela Escola Superior do Ministério Público de São Paulo, representante de uma das fornecedoras de softwares de vigilância para o governo Brasileiro afirmou: “ora, para que eu acione e fale ‘Alexa, faça isso, faça aquilo, toque música’, ela ouve o que se passa naquele ambiente”, o que, segundo ele, possibilitaria que os aparelhos embarcados com este serviço se transformassem em uma solução de "escuta ativa". Na ocasião, ele também nomeou a ação de "investigação 360" a partir do uso de dispositivos de internet das coisas presentes nas residências dos utilizadores. A Amazon, por outro lado, ratifica que a Alexa só grava o que o usuário fala quando é dita a palavra de ativação.